# Jock Clear
Jock Clear (Portsmouth, 12 de setembro de 1963) é um engenheiro britânico de desempenho sênior que trabalha atualmente para a Scuderia Ferrari, onde atualmente é o treinador de pilotos de Charles Leclerc.

## Carreira
Clear frequentou a Portsmouth Grammar School e graduou-se no ano de 1987 em engenharia mecânica na Universidade Heriot-Watt, Edimburgo.
Sua carreira no esporte a motor começou na Lola Cars, onde trabalhou como engenheiro de design antes de se mudar para o cargo de chefe conjunto de design na Benetton Formula em 1989. Em 1992, ele trabalhou como projetista sênior na Leyton House Racing, em seguida, ele juntou-se a Team Lotus onde se transformou no engenheiro de corrida de Johnny Herbert em 1994. Quando a Lotus entrou em colapso no final do ano, Clear se transferiu para a Williams e foi engenheiro de David Coulthard, que ganhou seu primeiro Grande Prêmio em Portugal e terminou em terceiro no Campeonato de Pilotos.
Jacques Villeneuve juntou-se a Williams em 1996 e Clear tornou-se o seu engenheiro de corrida; O canadense venceu o Campeonato Mundial no ano seguinte sob a orientação de Clear. Quando Villeneuve se mudou para a British American Racing (BAR) para a temporada de 1999, seu engenheiro seguiu o exemplo. A parceria continuou até o Grande Prêmio do Japão de 2003, quando Villeneuve saiu na véspera da corrida. com Takuma Sato ocupando o lugar vago na BAR e chegou na sexta posição em sua corrida de estreia com a equipe. Clear trabalhou com Sato novamente em 2004 e 2005.
Em novembro de 2007, Clear recebeu um Doutorado Honorário de Engenharia da Universidade Heriot-Watt "em reconhecimento ao seu excelente sucesso na aplicação da ciência de engenharia nos ambientes mais exigentes e competitivos e como um modelo para jovens engenheiros".
Após a BAR ser adquirida pela Honda, a equipe foi renomeada para Honda Racing F1 Team na temporada de 2006 e contrata Rubens Barrichello. Clear, então, se torna engenheiro de corrida do piloto brasileiro entre 2006 e 2009. Depois que a equipe transformou-se na Brawn GP em 2009, Barrichello ganhou os Grandes Prêmios da Europa e da Itália e terminou em terceiro lugar no Campeonato Mundial.
Em 2010 a equipe muda novamente de proprietário e é rebatizada mais uma vez, agora para Mercedes GP, onde Clear foi engenheiro de corrida de Nico Rosberg de 2010 a 2012, de Michael Schumacher, em 2011 e 2012, e de Lewis Hamilton, em 2013 e 2014.
Em dezembro de 2014, foi anunciado que Clear tinha sido contratado pela Ferrari, e que ele começaria a trabalhar para a equipe na temporada de Fórmula 1 de 2015.
Em 2016, o engenheiro chefe Clear admitiu que estava tendo problemas para entender o desempenho do aquecimento dos pneus, o que estava atrasando o carro: "Não é uma ciência exata, a sensação do engenheiro e do piloto desempenha um papel importante".
No final de 2019, Clear passou a supervisionar Charles Leclerc como seu treinador de pilotos.